# Rajd Niemiec AvD 1958
Rajd Niemiec AvD 1958 (2. AvD/ADAC Deutschland Rallye) – 2. edycja rajdu samochodowego Rajd Niemiec AvD rozgrywanego w RFN. Rozgrywany był od 15 do 18 maja 1958 roku. Była to szósta runda Rajdowych Mistrzostw Europy w roku 1958.

## Klasyfikacja rajdu
| Miejsce                      | Kierowca                     | Pilot                        | Samochód                     | Czas                         | Strata                       |                              |
| Klasyfikacja generalna i ERC | Klasyfikacja generalna i ERC | Klasyfikacja generalna i ERC | Klasyfikacja generalna i ERC | Klasyfikacja generalna i ERC | Klasyfikacja generalna i ERC | Klasyfikacja generalna i ERC |
| ---------------------------- | ---------------------------- | ---------------------------- | ---------------------------- | ---------------------------- | ---------------------------- | ---------------------------- |
| 1.                           | Bernard Consten              | Jean Hebert                  | Alfa Romeo Giulietta SVZ     |                              | 0.0                          |                              |
| 2.                           | Max Riess                    | Hans Wencher                 | Alfa Romeo Giulietta TI      |                              |                              |                              |
| 3.                           | Gunnar Andersson             | Mike Widell                  | Volvo PV 444                 |                              |                              |                              |
| 4.                           | Hans-Joachim Walter          | Paul Ernst Strähle           | Porsche 356 Carrera          |                              |                              |                              |
| 5.                           | Heinz Meier                  | Sven von Schroeter           | Auto Union 1000              |                              |                              |                              |
| 6.                           | Siegfried Eikelmann          | Hermann Kühne                | Auto Union 1000              |                              |                              |                              |
| 7.                           | Jean-Claude Muller           | J.L. Chary                   | Jaguar Mk1 3.4               |                              |                              |                              |
| 8.                           | Hubert Courtois              | Raoul Martin                 | Triumph TR3                  |                              |                              |                              |
| 9.                           | Hans Klinken                 | Hans-Horst Hölder            | Mercedes-Benz 180            |                              |                              |                              |
| 10.                          | Keith Ballisat               | Peter Roberts                | Triumph TR3                  |                              |                              |                              |